# 수험의 제왕
《수험의 제왕》(일본어: 受験の帝王)은 시나사카 코우지가 그린 본격 수험만화이다. 총 4권으로 구성되어 있으며, 4권 뒷부분에는 특별부록 "절약의 제왕"이 수록되어 있다.